# Paphiopedilum henryanum
Espèce
Classification phylogénétique
Statut CITES
Paphiopedilum henryanum est une espèce de plantes à fleurs de la famille des orchidaceae (les orchidées) et du genre Paphiopedilum. Elle est originaire d'Asie, de Chine et du Viêt Nam.

## Synonyme
- Paphiopedilum chaoi H.S.Hua
- Paphiopedilum dollii Lückel
- Paphiopedilum henryanum f. album O.Gruss
- Paphiopedilum henryanum f. chaoi (H.S.Hua)
- Paphiopedilum henryanum f. christae (Braem)
- Paphiopedilum henryanum var. christae Braem
- Paphiopedilum tigrinum f. huberae Koop.

## Galerie

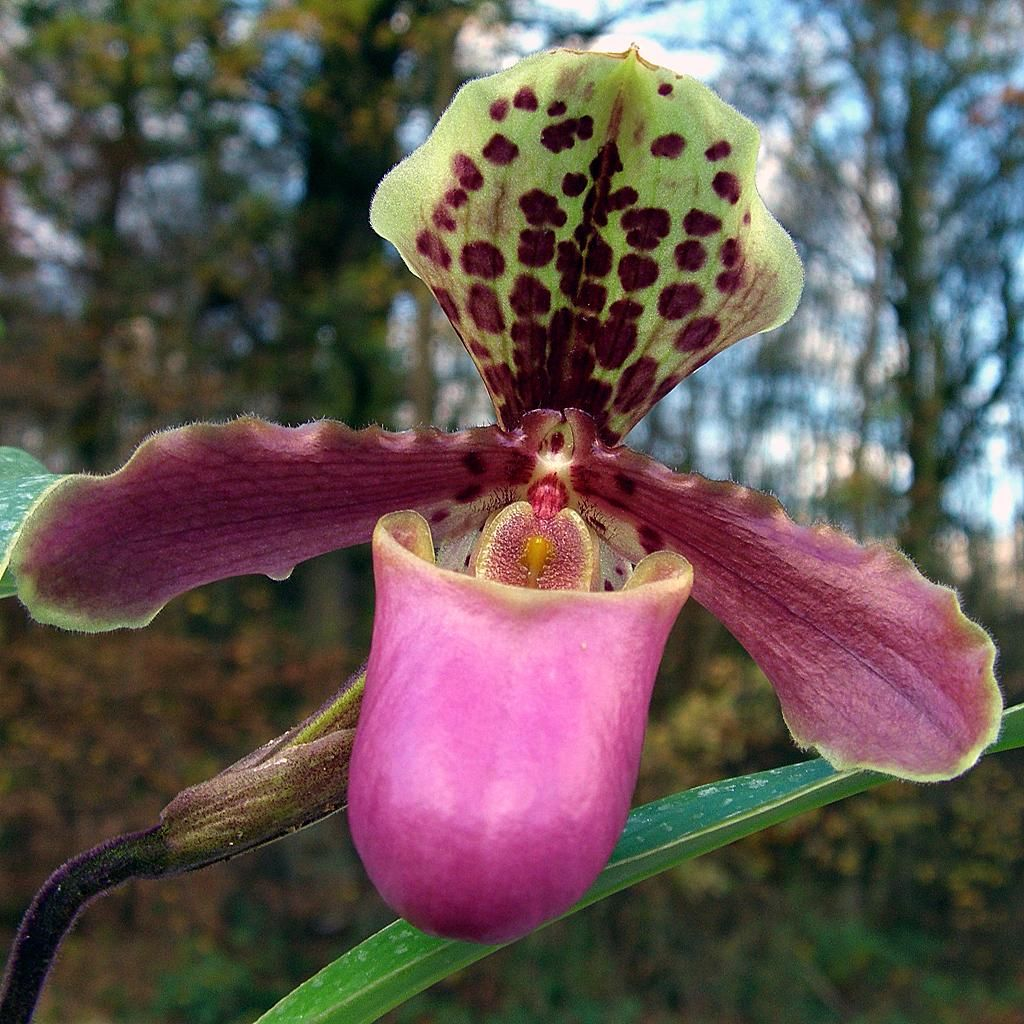